# Coelioxys torrida
Coelioxys torrida är en biart som beskrevs av Smith 1854. Coelioxys torrida ingår i släktet kägelbin, och familjen buksamlarbin. Inga underarter finns listade i Catalogue of Life.